# Медвежий угол (мини-сериал)
«Медвежий угол» (швед. Björnstad) — шведский детективный мини-сериал, снятый режиссёром Питером Грёнлундом по одноимённому роману Фредрика Бакмана. Главные роли в нем сыграли Алиетт Офейм, Ульф Стенберг, Мириам Ингрид. Премьера состоялась в октябре 2020 года.

## Сюжет
Действие «Медвежьего угла» происходит в провинциальном шведском городке Бьорнстад. Дочь директора местной хоккейной команды накануне важного матча подверглась изнасилованию, причём подозревают в преступлении лучшего хоккеиста. Горожане тяжело переживают случившееся, так что по ходу расследования Бьорнстад погружается в хаос.

## В ролях
- Алиетт Офейм — Мира Андерссон
- Ульф Стенберг — Петер Андерссон
- Мириам Ингрид — Мая Андерссон
- Тобиас Зиллиакус
- Томас Бергстром[2]

## Создание и оценки
Съёмки проходили в 2019 году в нескольких городах Швеции. В июле 2020 года появился первый трейлер «Медвежьего угла», а премьера состоялась в октябре того же года.
Рецензент «Комсомольской правды» назвал игру актёров в сериале «симпатичной». По его словам, «история, казавшаяся „мылом“ со спортивным уклоном, внезапно обернулась полноценной и вполне себе взрослой драмой».